# 블랙 달리아 머더
더 블랙 달리아 머더(The Black Dahlia Murder)는 미국 미시간주의 디트로이트 출신인 멜로딕 데스 메틀, 메탈코어 밴드이다. 밴드 이름의 유래는 더 블랙 달리아라고도 불리는 의문의 살인을 당한 미국의 인기 여배우 엘리자베스 쇼트에서 유래됐다. 그들은 At the Gates, 인 플레임즈, Morbid Angel, Dissection, Carcass등 에게 많은 음악적 영향을 받았다. 그들의 음악은 폭풍같은 비트와 헤비한 데스 메틀 풍의 그로울링 등 멜로딕 데스 메탈 적인 면을 들려준다. 미국의 오즈페스트의 2005년 공연과, 미국과 캐나다의 the Underground Tour 2006년 공연에도 참가했다. 2007년의 Wacken Open Air Festival에도 참가할 예정이다.
바트 윌리엄스는 더 블랙 달리아 머더와 투어를 하기 위해 자신의 밴드를 떠났다. 그들의 투어가 끝난 후 그는 정식 멤버로 블랙 달리아 머더에 가입한다. 바트 윌리엄스는 더 블랙 달리아 머더의 첫 번째 정규 음반인 《Unhallowed》 레코딩 당시 두 명의 엔지니어 중 한 명이었다.

## 구성원
- 트레버 스터나드(Trevor Strnad) - 보컬
- 브라이언 에시바흐(Brian Eschbach) - 기타
- 브랜던 엘리스(Brandon Ellis) - 기타
- 막스 라벨(Max Lavelle) - 베이스
- 앨런 캐시디(Alan Cassidy) - 드럼

### 이전 멤버
- 마이크 셰프먼(Mike Schepman) - 베이스
- 존 디어링(Jon Deering) - 기타
- 션 거브루(Sean Gauvreau) - 베이스
- 코리 그래디(Cory Grady) - 드럼
- 데이빗 록(David Lock) - 베이스
- 존 켐파이넌(John Kempainen) - 기타
- 잭 깁슨(Zach Gibson) - 드럼
- 라이언 "바트" 윌리엄스(Ryan "Bart" Williams) - 베이스
- 피에르 랑고아(Pierre Lagois) - 드럼
- 섀넌 루카스(Shannon Lucas) - 드럼
- 라이언 나이트(Ryan Knight) - 기타

## 음반 목록
- 2001 - 《What a Horrible Night to Have a Curse》
- 2002 - 《A Cold-Blooded Epitaph》
- 2003 - 《Unhallowed》
- 2005 - 《Miasma》
- 2007 - 《Nocturnal》
- 2009 - 《Deflorate》
- 2011 - 《Ritual》
- 2013 - 《Everblack》
- 2015 - 《Abysmal》